# Gzichów
Gzichów – dzielnica Będzina położona we wschodniej części miasta, na prawym brzegu Czarnej Przemszy, u zachodniego podnóża Góry Zamkowej. Leży pomiędzy dzielnicami: Grodziec (od zachodu i północy), Łagisza (od północnego wschodu), Stary Będzin (od południa) oraz Małobądz od południa. Wraz z Brzozowicą i osiedlem Zamkowym zajmuje 563 ha powierzchni i liczy ok. 7,5 tys. mieszkańców.
Zabudowa Gzichowa składa się głównie z powojennego budownictwa mieszkaniowego (bloki czteropiętrowe) oraz domków jednorodzinnych.
W rozwoju historycznym wyodrębniły się następujące części dzielnicy: Brzozowica, a współcześnie: osiedle Zamkowe oraz powstające osiedle domków jednorodzinnych, nazywane „Namiarkowym” (przy ul. Namiarkowej i sąsiednich – pomiędzy ulicami: Wolności i Gzichowską oraz Lasem Grodzieckim).

## Osiedle Zamkowe
We wschodniej części Gzichowa i na granicy z Grodźcem na obszarze dawnego gospodarstwa rolnego w latach 80. powstało duże osiedle mieszkaniowe nazwane Zamkowym, z dominującymi budynkami czterokondygnacyjnymi. Uchodziło za jedno z najładniejszych w kraju. Projektantem był mgr inż. arch. Ryszard Duda. Około połowy bloków mieszkalnych wybudowało Jasielskie Przedsiębiorstwo Budowlane (stąd ulica Jasielska). Osiedle Zamkowe jest obecnie traktowane jako osobna dzielnica, mieszkańcy podzielili osiedle według etapów budowy na Zamkowe „Górne” (najstarsze), (nieco młodsze) „Dolne” i wykańczane na początku lat 90 „Nowe”.
Pod koniec maja 2010 r. na Górce Gzichowskiej, pomiędzy szkołą a kościołem, specjalnie powołana spółka TBS Centrum (udziałowcy: Gmina Będzin i CPR-Inwestor S.A.) na działce o powierzchni 3192 m kw. podjęła budowę trzykondygnacyjnego (z antresolami) apartamentowca pod nazwą „Zamkowe ogrody” (33 mieszkania o łącznej powierzchni 2523,84 m kw. z balkonami-tarasami) z podziemnym parkingiem. Projekt zespołu mieszkalnego powstał w Pracowni Projektowej AIM Arkadiusza Miśkiewicza z Siemianowic Śląskich (29 czerwca 2009 r. wygrał konkurs architektoniczny).

## Brzozowica
Brzozowica stanowi północno-wschodnią część dzielnicy Gzichów i położona jest na prawym brzegu Czarnej Przemszy. W skład Będzina weszła wraz z Gzichowem w 1915 r. Obecnie zabudowana jest głównie parterowymi domkami jednorodzinnymi. Przy ul. Siemońskiej powstaje małe osiedle mieszkaniowe z budynkami wielokondygnacyjnymi. W południowej części nad Czarną Przemszą znajduje się lasek (park) 'Małpi Gaj'.

## Historia

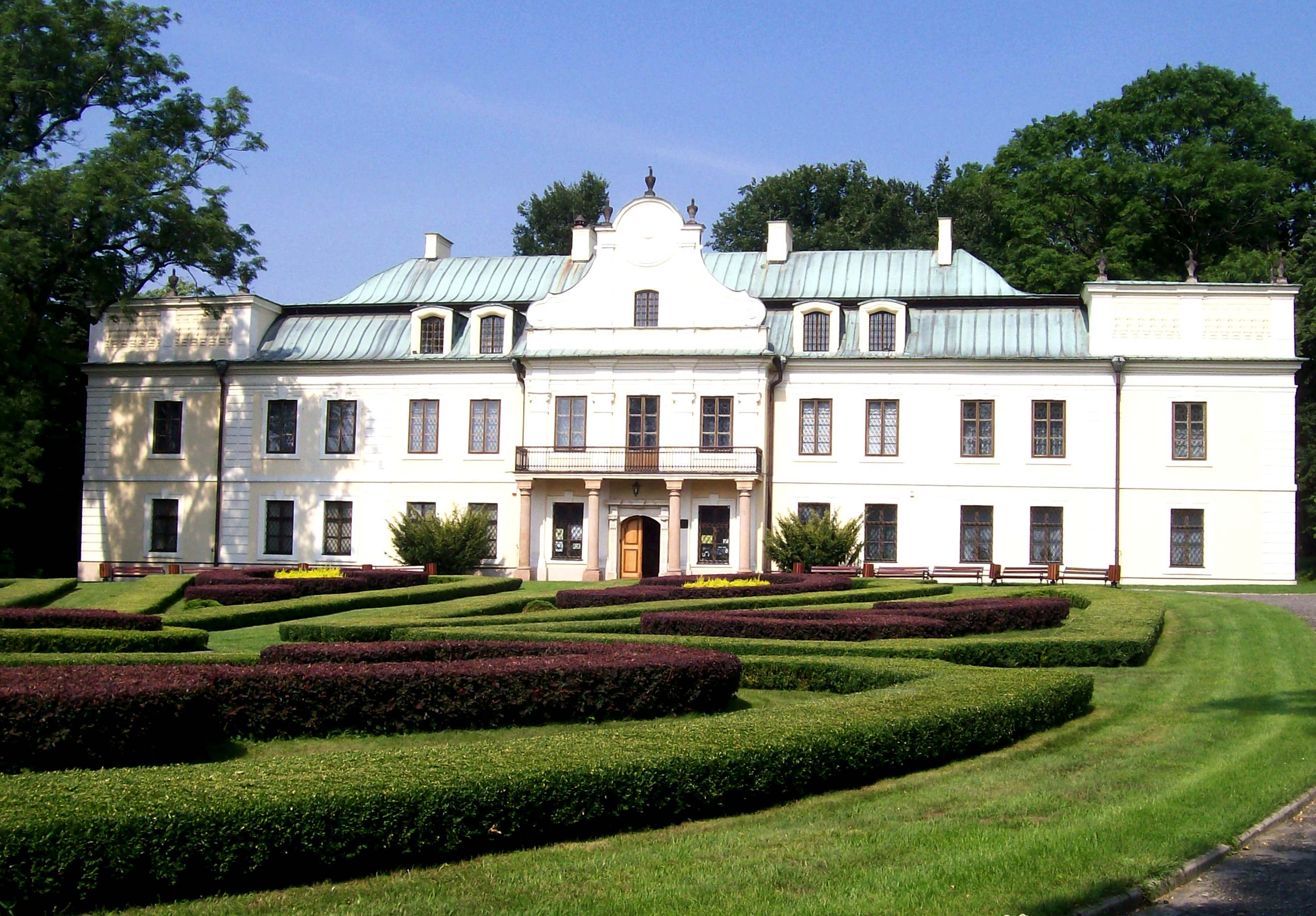
Pałac Mieroszewskich w Będzinie

Gzichów powstał przed 1637 r. na gruncie należącym do wsi Małobądz. Początkowo w źródłach kościelnych traktowany był jako część Małobądza (1665, 1721). Impulsem do rozwoju miejscowości stał zakup Gzichowa wraz z Małobądzem w 1645 r. przez rodzinę Mieroszewskich herbu Ślepowron. Gzichów wraz z folwarkami: Małobądz, Ostra Górka, Pogoń, Pole, Sosnowiec, osadami arendarskimi (przy karczmach): Olszową, Zieloną oraz osadą leśną Brzezawice tworzył dobra należące pod koniec XVII w. do szlachcica z Małobądza, Jana Mieroszewskiego (Miroszowskiego) (syn Wojciecha z Mieroszowic, zm. 1647), tytułującego się starostą grodzkim i sędzią ziemskim Księstwa Siewierskiego. Był żonaty z Benigną Esterą baronówną Welczek. Po jego śmierci w 1702 r. dobra te odziedziczył urodzony w Małobądzu syn Kazimierz (1680-1750), tytularny chorąży Księstwa Siewierskiego. On to rozpoczyna w Gzichowie budowę dworu (pałacu) (ukończony prawdopodobnie w 1718 r. - taka data jest wyryta na rzeźbie parkowej). Marian Kantor-Mirski sugeruje, że wcześniej stał tutaj modrzewiowy dworek, co nie jest poświadczone w źródłach historycznych. Według legendy z dawnego dworu drewnianego o głębokich i sklepionych piwnicach prowadził do zamku będzińskiego podziemny chodnik, który biegł pod dnem Czarnej Przemszy i kończył się wylotem w lochach baszty zamkowej.
W XVII w. na terenie wsi powstał młyn nad rzeczką Łagiszką o nazwie Brzezowica (w 1681 r. poświadczony młynarz Szczepan).
W 1750 r. Gzichów odziedziczył Stanisław Mieroszewski (1727–1803), kapitan wojsk koronnych, ostatni starosta będziński, ożeniony z Magdaleną hr. von Schamb (Szamb) (1737–1794), a następnie ich jedyny żyjący syn – Józef Mieroszewski z Zagórza (zm. 1833; szambelan króla Stanisława Augusta). Natomiast jego córka Ludwika (zm. 1825) (znana z legendy gzichowskiej jako Błękitna Ludwika) wniosła Gzichów w posagu do rodziny Siemieńskich, wychodząc za mąż za hr. Wincentego Siemieńskiego de Siemienice herbu Leszczyc (zm. 1858). Małżeństwo nie pozostawiło potomka.
W 1788 r. wieś posiadała już 30 domów i 235 mieszkańców, 2 młyny, tartak (nad stawem zw. Brzozawica na rzece Łagiszka), browar i karczmę. W 1791 r. Gzichów liczył 36 domów, a zamieszkiwało go 237 osób (w tym 5 szlachty, z czego dwie osoby we dworze). W samym dworze mieszkało wówczas 10 osób - Stanisław Mieroszewski z małżonką Magdaleną oraz 8 służących (2 mężczyzn i 6 kobiet). W 1792 r. wieś posiada 35 zabudowań, w tym dwór, 2 młyny, browar, 28 chałup o 1 gospodarstwie, 3 bez ogrodu i gruntu. W 1852 r. miała 43 domy i 347 mieszkańców (w tym 11 Żydów w trzech domach).
Dwa lata po śmierci Wincentego Siemieńskiego, 6 grudnia 1860 (kontrakt sprzedaży) jego bratanek, Jacek Siemieński (1826–12 X 1872) sprzedał dobra gzichowskie Romanii z Rutkowskich herbu Pobóg Mycielskiej (4 VII 1831–2 II 1879), żonie Feliksa Teodozjusza Józefa hr. Mycielskiego h. Dołęga (29 V 1827–2 II 1887). Już w 1864 r. dobra (1961 morgów) nabył znany przemysłowiec śląski Christian Gustaw von Kramsta – właściciel kilku hut cynku oraz kopalń galmanu i węgla. Po jego śmierci 13 grudnia 1869 r. majątek odziedziczyli dwaj synowie i córka, którzy w 1883 r. utworzyli Gwarectwo von Kramsta. Ponieważ nie miało ono odpowiednich funduszy na utrzymanie swych licznych zakładów przemysłowych, wraz z posiadłościami ziemskimi sprzedali je w 1891 r. spółce akcyjnej utworzonej w 1888 r. – Towarzystwu Kopalń i Zakładów Hutniczych Sosnowieckich.
W 1867 r. po utworzeniu powiatu będzińskiego Gzichów stał się siedzibą gminy Gzichów,  obejmującej część Sosnowca (na prawym brzegu Czarnej Przemszy wraz z większością obecnego centrum), Czeladź, Grodziec, Sarnów i Preczów. Podczas I wojny światowej w 1915 r. Niemcy przyłączyli Gzichów do Będzina.
W 1879 r. na prawym brzegu Czarnej Przemszy założono browar Gambrinus, zlikwidowany w 1971, a wyburzony w 1973 r.

## Placówki kultury i oświaty
- Pałac Mieroszewskich (Muzeum Zagłębia) z początku XVIII w., położony w zabytkowym parku; oficyny z XIX w.: północna (siedziba dyrekcji Muzeum) i południowa (wyremontowana i rozbudowana na potrzeby APA – Autorskiej Pracowni Architektury dr. inż. Romuald Malina z Zespołem)
- Kościół parafialny św. Jadwigi Śląskiej (1986–1992) (ul. Bursztynowa 17)
- Szkoła Podstawowa nr 2 im. Króla Kazimierza Wielkiego (ul. Wolności 51, stary budynek szkolny stoi nadal przy ul. Gzichowskiej).

## Inne obiekty
- park Małpi Gaj
- projektowany użytek ekologiczny „Dolina Potoku Brzozowickiego”
- zajezdnia Tramwajów Śląskich, zbudowana w 1978 r. na terenie dawnego przysiółka Grodźca – Studzieniec
- pozostałości jedynej w Polsce kopalni odkrywkowej węgla kamiennego „Brzozowica”, która dostarczała węgiel kamienny do „Elektrowni Łagisza”, a dziś odbiera odpady z tej elektrowni.

## Ulice
| Gzichów: - Akacjowa - Armii Krajowej (d. Stanisława Krzynówki) - Jana III Sobieskiego - Dworska - Mieroszewskich - Kantora-Mirskiego, Mariana - Partyzantów - Polna - Gzichowska (d. Karola Świerczewskiego) - Wolności (d. Grodziecka) Brzozowica: - Brzozowicka - Sierakowskiego, Zygmunta - Spokojna | Osiedle Zamkowe: - obręb geodezyjny Będzin: - Basztowa - Bursztynowa - Jasielska - Krośnieńska (część wsch.) - Podgrodzie - Rycerska - Rzeszowska - Turniejowa - Władysława Jagiełły - obręb geodezyjny Grodziec: - Bolesława Chrobrego - Grunwaldzka - Jagiellońska - Krośnieńska (część zach.) - Królowej Jadwigi - Mieszka I - Paziowa - Piastowska | Osiedle "Namiarkowa" (rozbudowujące się osiedle domków jednorodzinnych): - Astrów - Bławatków - Jabłoniowa - Jaśminowa - Leśna (część wsch.) - Namiarkowa - Niecała - Różana - Sadowa - Stokrotek - Tulipanów |